# Karim Benkouar
Karim Benkouar (25 de novembro de 1979) é um futebolista profissional marroquino que atua como atacante.

## Carreira
Karim Benkouar representou a Seleção Marroquina de Futebol nas Olimpíadas de 2000.